# Witold Pyrkosz
Witold Pyrkosz (Krasnystaw, 1926. december 24. – Varsó, 2017. április 22.) lengyel színész.

## Filmjei

### Mozifilmek
- Árnyék (Cień) (1956)
- Az első év (Rok pierwszy) (1960)
- Akik ellopták a Holdat (O dwóch takich, co ukradli księżyc) (1962)
- Kaland a Sierra Morénában (Rękopis znaleziony w Saragossie) (1965)
- A gyilkos nyomot hagy (Morderca zostawia ślad) (1967)
- Harc a fellegvárban (Dzień oczyszczenia) (1970)
- Jelek az úton (Znaki na drodze) (1970)
- Brutus akció (Akcja Brutus) (1971)
- Tudósítás az alvilágból (Trąd) (1971)
- Tizenévesek (Seksolatki) (1972)
- Veszélyben (Ten okrutny, nikczemny chlopak) (1972)
- Kopernikusz (Kopernik) (1973)
- Díjak és kitüntetések (Nagrody i odznaczenia) (1974)
- Legendák lovagja – Jánosik (Janosik) (1974)
- A milliomos (Milioner) (1977)
- Menedékhely (Azyl) (1978)
- Érzéstelenítés nélkül (Bez znieczulenia) (1978)
- Konstans (Constans) (1980)
- Vabank (1981)
- Ez volt a dzsessz (Był jazz) (1983)
- Prognózis (Prognoza pogody) (1983)
- Vabank 2. (Vabank II, czyli riposta) (1985)
- Áruló a vezérkarban (Kim jest ten człowiek) (1985)
- Szablya a parancsnoktól (Szabla od komendanta) (1996)
- Itt a gyilkos, hol a gyilkos 2. (Kiler-ów 2-óch) (1999)

### Tv-filmek
- Meta (1971)

### Tv-sorozatok
- A négy páncélos és a kutya (Czterej pancerni i pies) (1966–1970, 16 epizódban)
- Kockázat  (Stawka większa niż życie) (1969, egy epizódban)
- Janosik (1974, 13 epizódban)
- M jak miłość (2000–2017, 806 epizódban)

## Díjai
- Lengyelország Újjászületése érdemrend (1984, Krzyż Kawalerski Orderu Odrodzenia Polski)